# Надін Іваницька
Надін Іваницька (англ. Nadine Ivanitzky; 1874, Харків — 28 березня 1919, Лондон) — українська соціологиня, яка спеціалізувалася на дослідженні первісних людей. Після закінчення Женевського університету вона відвідувала курси в Сорбонні та здобула ступінь доктора у Вільному університеті Брюсселя. Її докторським радником був Еміль Ваксвейлер, який найняв її як одну з десяти постійних дослідниць Інституту соціології Солвея. Керувала в інституті культурно-антропологічними дослідженнями і стала фахівчинею з вивчення доіндустріальних культур.

## Молодість і освіта
Надін Іваницька народилася в 1874 році в Харкові, Харківська губернія, Російська імперія. Вона була передостанньою дитиною в родині з одинадцяти осіб, яка жила в родовому маєтку в Харкові. Іваницька отримала диплом вчителя в нормальній школі в Харкові і у віці вісімнадцяти років переїхала до Женеви, Швейцарія, щоб продовжити навчання. З 1896 по 1899 роки вона навчалася в Женевському університеті, отримавши ступінь із соціальних наук. Покинувши Швейцарію, Іваницька кілька років навчалася в Сорбонні в Альфонса Оляра, Анрі Бергсона, Еміля Дюркгейма та Ернеста Лавісса. Вона також навчалася у Марселя Геберта і 1908 року здобула ступінь доктора політичних наук та управління у Вільному університеті Брюсселя. Її докторським керівником був Еміль Ваксвайлер, а дисертація мала назву «Les élites sociales» («Соціальні еліти»).

## Кар'єра
Отримавши докторський ступінь, Іваницька була найнята однією із десяти дослідниць Інституту соціології Сольвей. Інститут соціальних наук був заснований хіміком і промисловцем Ернестом Солвеєм у 1894 році для вивчення соціально-політичного розвитку людської продуктивності. У 1902 році він став Інститутом соціології під керівництвом Ваксвейлера. Ваксвайлер зосереджувався на наданні дослідникам доступу до матеріалів і засобів, де вони могли вивчати та обмінюватися інформацією, що аналізувало структурний функціоналізм, щоб визначити, як соціальні відносини створювалися або розривалися. Іваницьку призначили керувати культурно-антропологічними дослідженнями інституту. Вона стала фахівчинею з оцінки еволюції первісних суспільств, опублікувавши численні статті в Бюлетені Інституту Соціології Сольвей. Вона вивчала індіанські, азійські, африканські та тихоокеанські спільноти, намагаючись дізнатися, як з часом звички та звичаї кодифікувалися в правила та організаційні структури. У той час корінні народи вважалися «вимираючими расами», і художники, фотографи, вчені та письменники прагнули задокументувати їх, перш ніж вони зникнуть. Ці роботи викликали широкий суспільний інтерес до корінних жителів інших континентів і занепокоєння, що контакт з європейцями призведе до їх загибелі. З точки зору уряду, ці дослідження виправдовували расову політику, яка підтримувала сегрегацію, культурну асиміляцію та обмеження прав корінних народів.
У 1914 році під час Німецького вторгнення в Бельгію Іваницька була в Генті. Не маючи можливості отримати проїзні документи як іноземка, вона видала себе за бельгійського друга та зуміла втекти до Англії. Пробираючись до Лондона, вона продовжила роботу в Британському музеї та Королівському антропологічному інституті Великої Британії та Ірландії. Вона також була волонтеркою Червоного Хреста. Оскільки її поїздка до Британії була незапланованою, Іваницька залишила більшість своєї роботи в Бельгії. Вона була в центрі оцінки расових питань у суспільстві.1917 року разом із Фернаном Ван Лангенховом вона вшанувала внесок Ваксвейлера в соціологію в «La doctrine sociologique d'Émile Waxweiler» після його раптової смерті в 1916 році.
Папери Іваницької зібрали друзі в Лондоні, які після деякої затримки повернули їх до Інституту Сольвея. С.-А. Дешам і Жорж Смет об'єднали її бельгійські та британські нотатки та посмертно опублікували її статтю «Les institutes des primitifs Australiens» («Інститути первісних австралійців») у 1922 році. Робота була висвітлена як у наукових журналах, так і в популярних газетах, таких як Le Figaro у Парижі та La Presse у Монреалі. Етнолог Гійом Грандідьє резюмував свою доповідь, зазначивши, що, незважаючи на те, що суспільства аборигенів Австралії відрізнялися від західних суспільств, вони поважали певні території інших груп аборигенів, які використовувалися для полювання та збирання. Там, де вони не стикалися з європейцями, культури аборигенів могли процвітати, але там, де домінували європейці, хвороби і руйнування їхнього традиційного способу життя становили загрозу. Замість організованого управління, суспільства аборигенів покладалися на керівництво старійшин та їхні традиції розподілу, щоб піклуватися про громаду. Соціолог Ахілл Уї зазначив, що вона окреслила шлюбні звичаї та методи контролю за популяцією, включаючи дітовбивство, які використовуються для регулювання розміру громади, щоб ресурси могли підтримувати населення. Він заявив, що її робота була ретельно задокументована і описана в найдрібніших деталях і була «excellente monograph» (чудова монографія).

## Смерть і спадок
Іваницький померла 28 березня 1919 року в Лондоні від пандемії грипу, що послідувала після закінчення Першої світової війни. Її роботи й надалі цитували дослідники протягом ХХ століття, хоча пізніше вчені визнали, що ранні ідеї про те, що доіндустріальні суспільства були неповноцінними, були відкинуті. Вона була включена до стипендії ХХІ століття щодо складу студентського корпусу Брюссельського університету, яка займалася навчанням іноземних студентів, які відвідували університет.

## Вибрані твори
- Ivanitzky, Nadine (October 1910). La mentalité des primitifs dans ses rapports avec leur vie sociale [Ментальність первісних людей у зв'язку з їхнім соціальним життям]. Bulletin mensuel (French) . Brussels: Solvay Institute of Sociology (8). ISSN 1783-5747. article #124.
- Ivanitzky, Nadine (May 1911). Comment la vie en groupes restreints conditionne le prolongement des rapports sociaux après la mort [Як життя в малих групах зумовлює продовження соціальних зв'язків після смерті]. Bulletin mensuel (French) . Brussels: Solvay Institute of Sociology (15). ISSN 1783-5747. article #240.
- Ivanitzky, Nadine (May 1911). Sur l'attestation des droits individuels chez certains primitifs [Про посвідчення індивідуальних прав деяких первісних народів]. Bulletin mensuel (French) . Brussels: Solvay Institute of Sociology (15). ISSN 1783-5747. article #241.
- Ivanitzky, Nadine (November–December 1911). Sur le rôle de l'administration dans les sociétés primitives [Про роль адміністрації в примітивних суспільствах]. Bulletin mensuel (French) . Brussels: Solvay Institute of Sociology (17). ISSN 1783-5747. article #276.
- Ivanitzky, Nadine (November–December 1911). Influences de deux formes diverses de la croyance aux morts sur l'organisation sociale primitive [Вплив двох різних форм вірування в мертвих на первісну соціальну організацію]. Bulletin mensuel (French) . Brussels: Solvay Institute of Sociology (17). ISSN 1783-5747. article #277.
- Ivanitzky, Nadine (1912). Sur la stabilité d'une organisation politique primitive fondée sur une adaptation traditionnelle [Про стабільність первісної політичної організації, заснованої на традиційній адаптації]. Bulletin mensuel (French) . Brussels: Solvay Institute of Sociology (20). ISSN 1783-5747. article #320.[32]
- Ivanitzky, Nadine (1913). Sur des formes systématisées d'instruction de la jeunesse chez les primitifs [Про систематизовані форми навчання молоді у первісних народів]. Bulletin mensuel (French) . Brussels: Solvay Institute of Sociology (25): 300—305. ISSN 1783-5747.[33]
- Ivanitzky, Nadine (1913). Comment les attitudes des primitifs à l'égard des choses inconnues sont conditionnées par les adaptations au milieu [Як ставлення первісних людей до невідомого зумовлене пристосуванням до навколишнього середовища]. Bulletin mensuel (French) . Brussels: Solvay Institute of Sociology (26): 663—672. ISSN 1783-5747.[33]
- Ivanitzky, Nadine (November 1915). The System of Kinship Amongst the Primitive Peoples as Determined by Their Mode of Grouping [Система спорідненості у первісних народів за способом групування]. Man. London: Royal Anthropological Institute of Great Britain and Ireland. 15: 163—165. doi:10.2307/2788800. ISSN 0025-1496. OCLC 5545574142.
- Ivanitzky, Nadine; Van Langenhove, Fernand (January 1917). La doctrine sociologique d'Émile Waxweiler [Соціологічна доктрина Еміля Ваксвайлера]. Science Progress (French) . London: John Murray. 11 (43): 423—430. ISSN 2059-495X. OCLC 5919330957.
- Ivanitzky, Nadine (1922). Deschamps (ред.). Les institutions des primitifs Australiens [Інституції первісних австралійців] (French) . Brussels, Belgium: Maurice Lamertin. OCLC 251150677.